# ソレーミニス
ソレーミニス（イタリア語: Soleminis）は、イタリア共和国サルデーニャ州南サルデーニャ県にある、人口約1,800人の基礎自治体（コムーネ）。

## 地理

### 位置・広がり

#### 隣接コムーネ
隣接するコムーネは以下の通り。括弧内のCAはカリャリ県所属を示す。
- ドリアノーヴァ
- セルディアーナ
- セッティモ・サン・ピエトロ (CA)

シンナイ (CA)